# Valdeganga (kommunhuvudort)
Valdeganga är en kommunhuvudort i Spanien.   Den ligger i provinsen Provincia de Albacete och regionen Kastilien-La Mancha, i den centrala delen av landet, 230 km sydost om huvudstaden Madrid. Valdeganga ligger 667 meter över havet och antalet invånare är 1 871.
Terrängen runt Valdeganga är platt, och sluttar norrut. Runt Valdeganga är det glesbefolkat, med 11 invånare per kvadratkilometer. Närmaste större samhälle är Madrigueras, 15,2 km nordväst om Valdeganga. Trakten runt Valdeganga består till största delen av jordbruksmark.